# Convenience store
Convenience store, corner store, corner shop – anglojęzyczny termin mający źródło w Stanach Zjednoczonych (7-Eleven od 1927) i oznaczający mały sklep, zazwyczaj położony w dzielnicach mieszkaniowych miast albo w innych dogodnych i często odwiedzanych punktach, handlujący głównie towarami na potrzeby bieżące. Są to przede wszystkim gotowe, konfekcjonowane produkty spożywcze i napoje (mrożonki, konserwy, paczkowane wędliny i sery, lody i tym podobne), środki czystości osobistej i gospodarczej, gazety, papierosy, zapałki, baterie itp., czasami też np. losy na loterie.
Często są to placówki działające w systemie samoobsługowym, zazwyczaj czynne od wczesnego ranka do późnego wieczora. W zależności od uwarunkowań prawnych w poszczególnych krajach mogą to być sklepy czynne przez siedem dni w tygodniu, niekiedy też całodobowe. Większość z tych sklepów oferują także napoje zawierające alkohol: czasem tylko takie jak piwo, niektóre zaś również te o większej zawartości alkoholu (wino i wódkę).
Szczególnym przypadkiem sklepów typu convenience są obiekty funkcjonujące przy całodobowych stacjach benzynowych.
W Polsce, obok sklepów przy stacjach benzynowych, do najbardziej powszechnie znanych sklepów tego typu są te należące do sieci franczyzowych „Żabka” (10 000 punktów w październiku 2023) oraz „ABC” (7351 punktów w marcu 2023). Do największych w Europie sieci sklepów typu convenience należy założona w 1932 roku w Holandii „Spar” (pierwotnie: „DE SPAR”), licząca ok. 12 tysięcy punktów handlowych na całym świecie (w tym ponad 100 w Polsce).

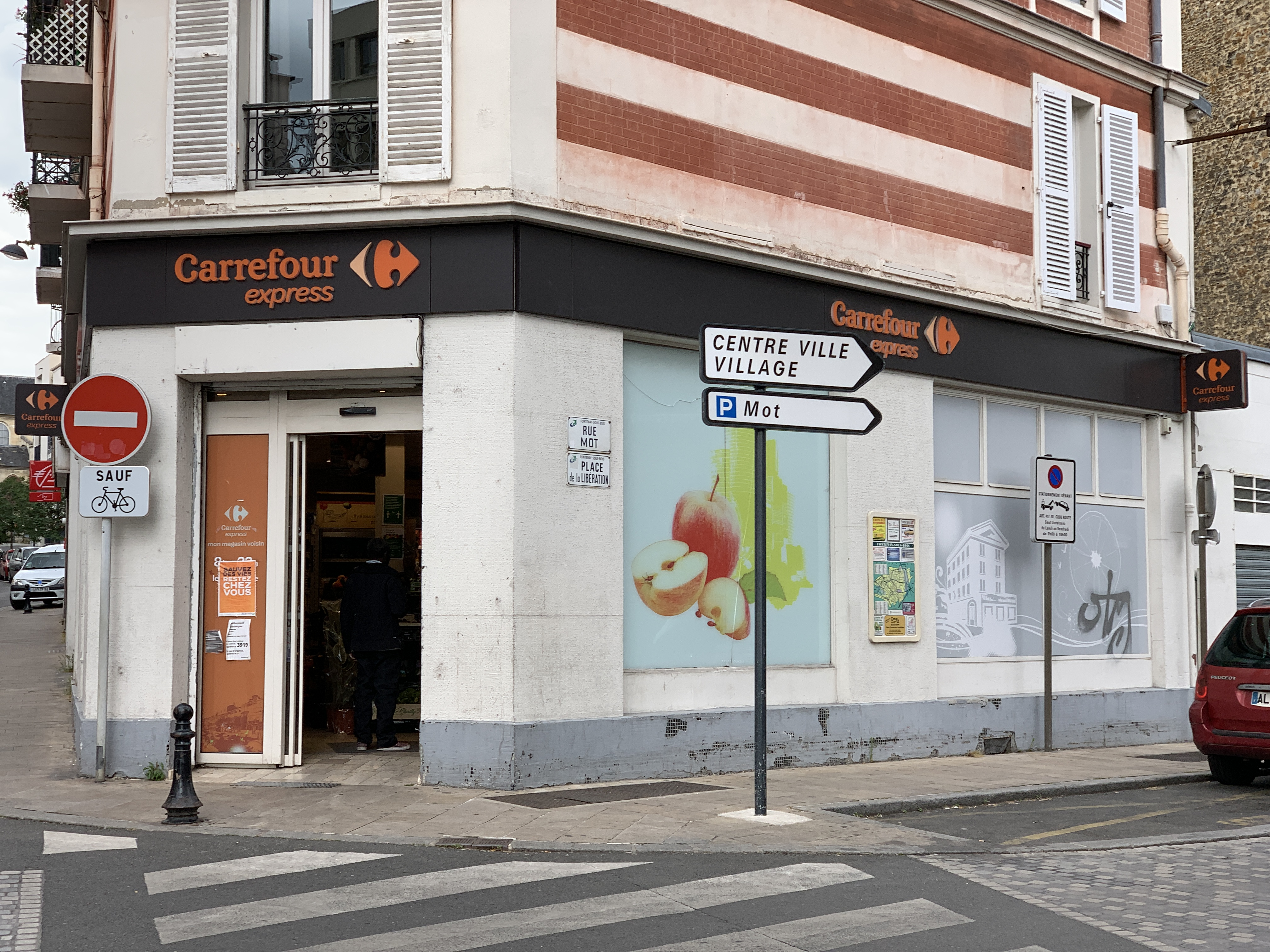
Carrefour Express Convenience w Fontenay-sous-Bois we Francji
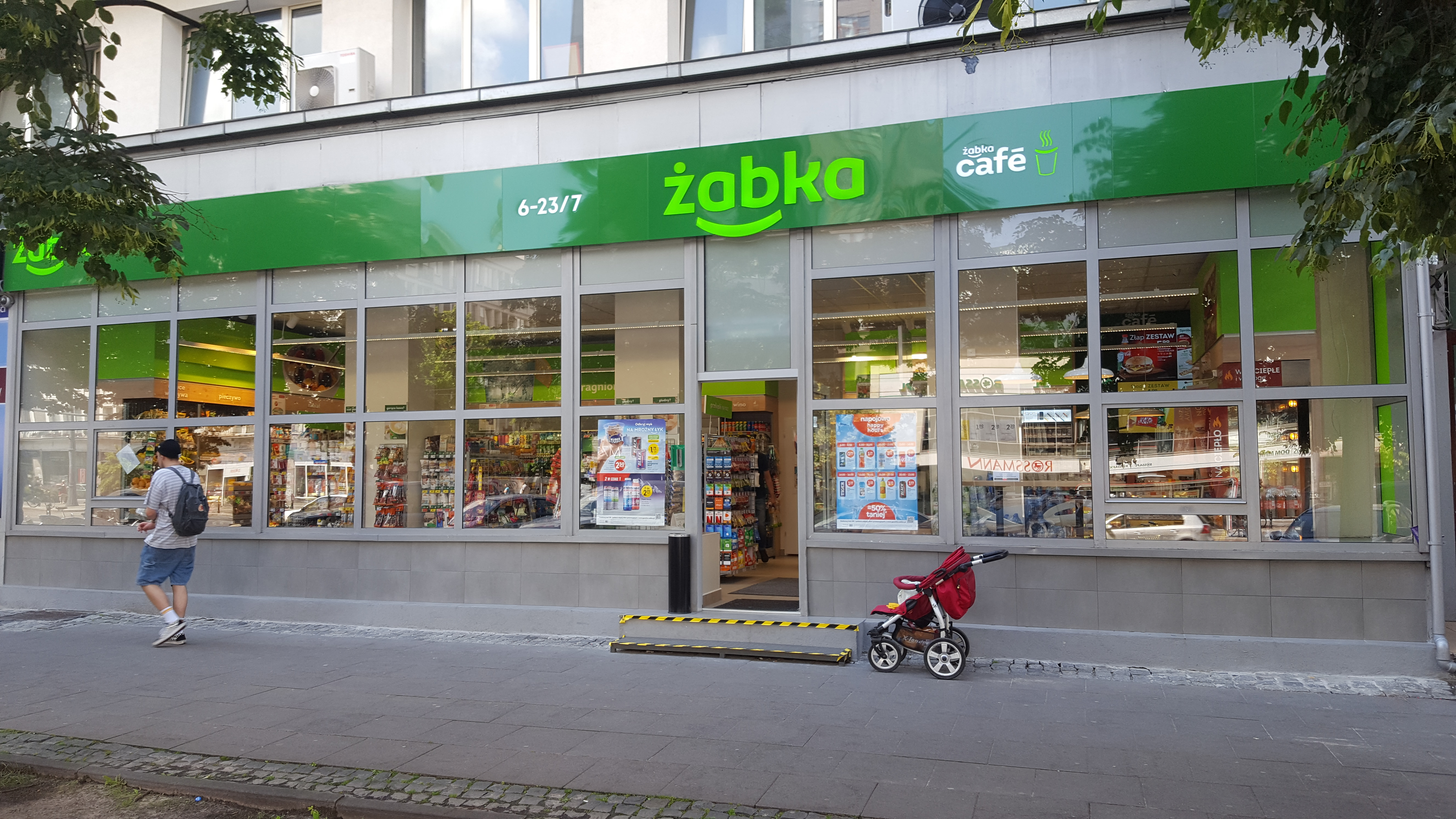
Żabka przy ulicy Marszałkowskiej 85 w Warszawie
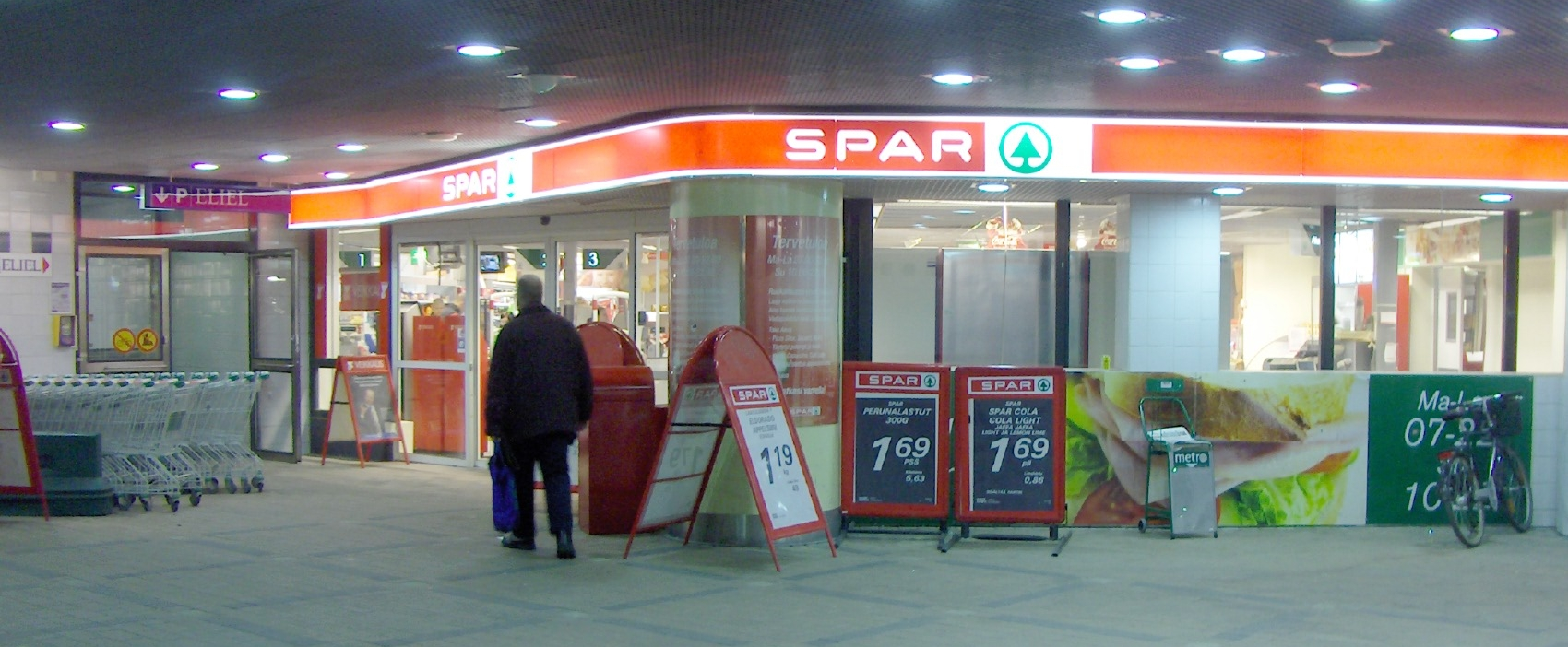
„SPAR” – sklep typu convenience w Helsinkach
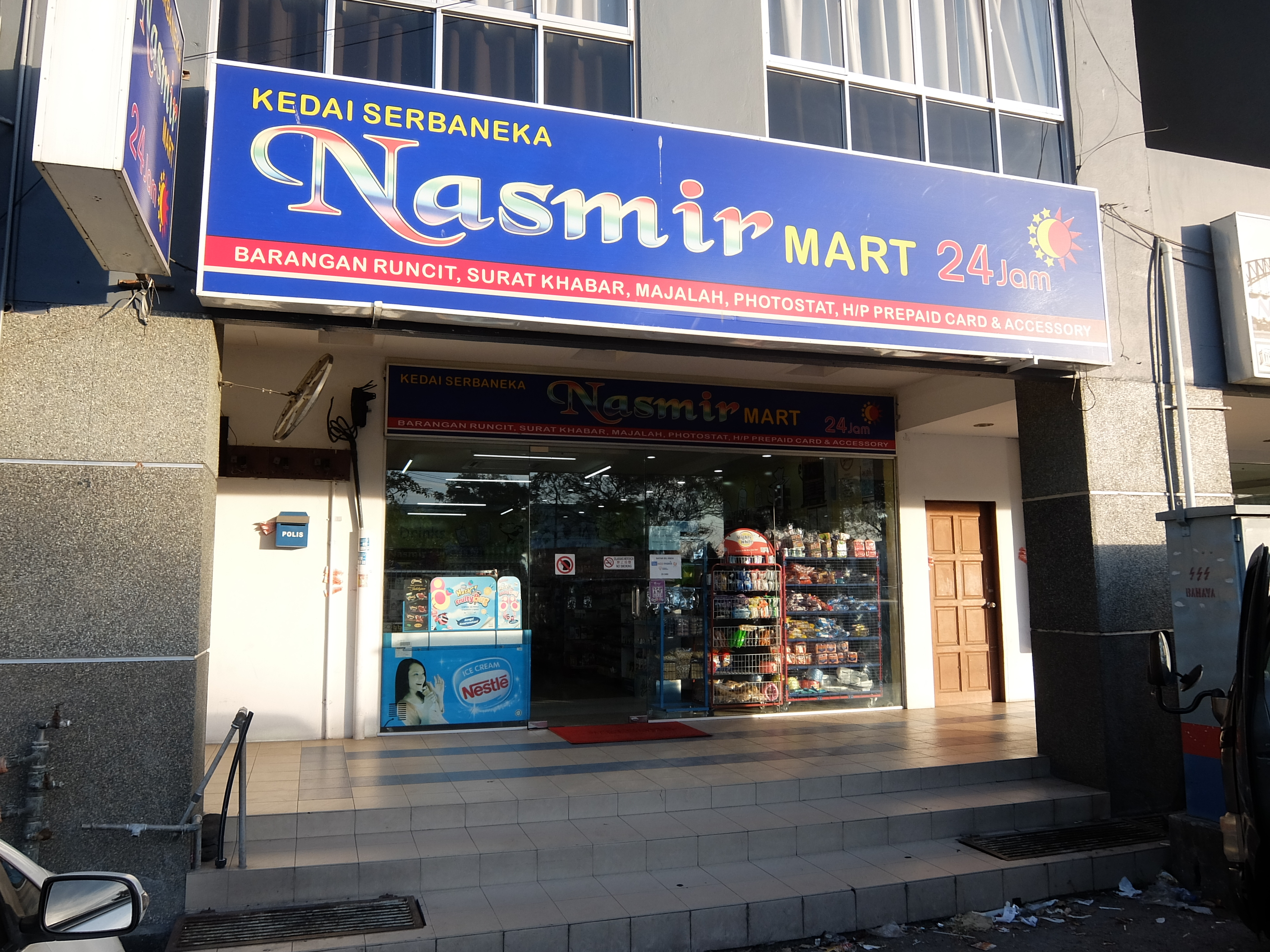
Sklep w Malezji
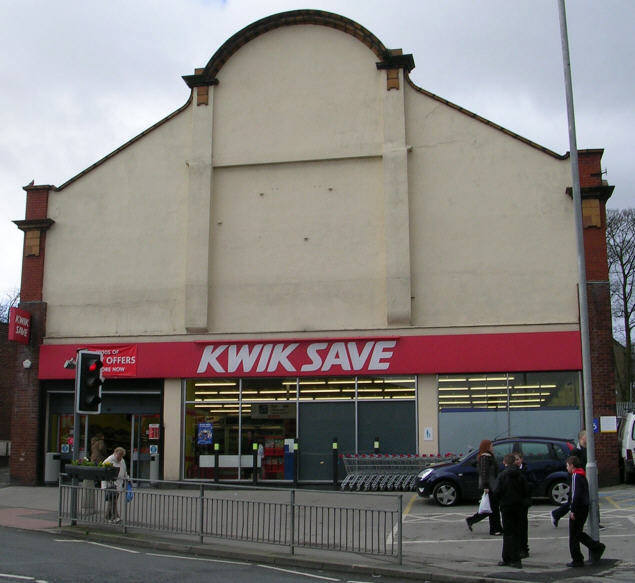
Sklep sieci KwikSave w Pudsey
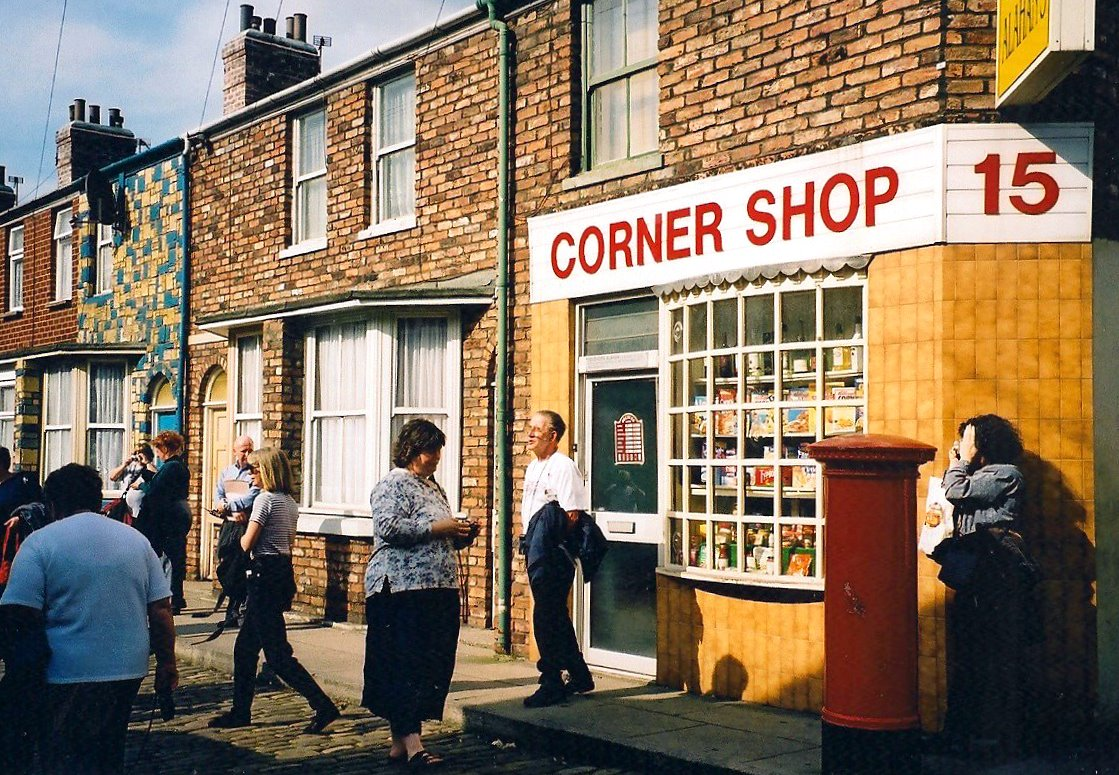
Sklep tego typu powstały na potrzeby planu filmowego opery mydlanej Coronation Street realizowanej w Manchesterze
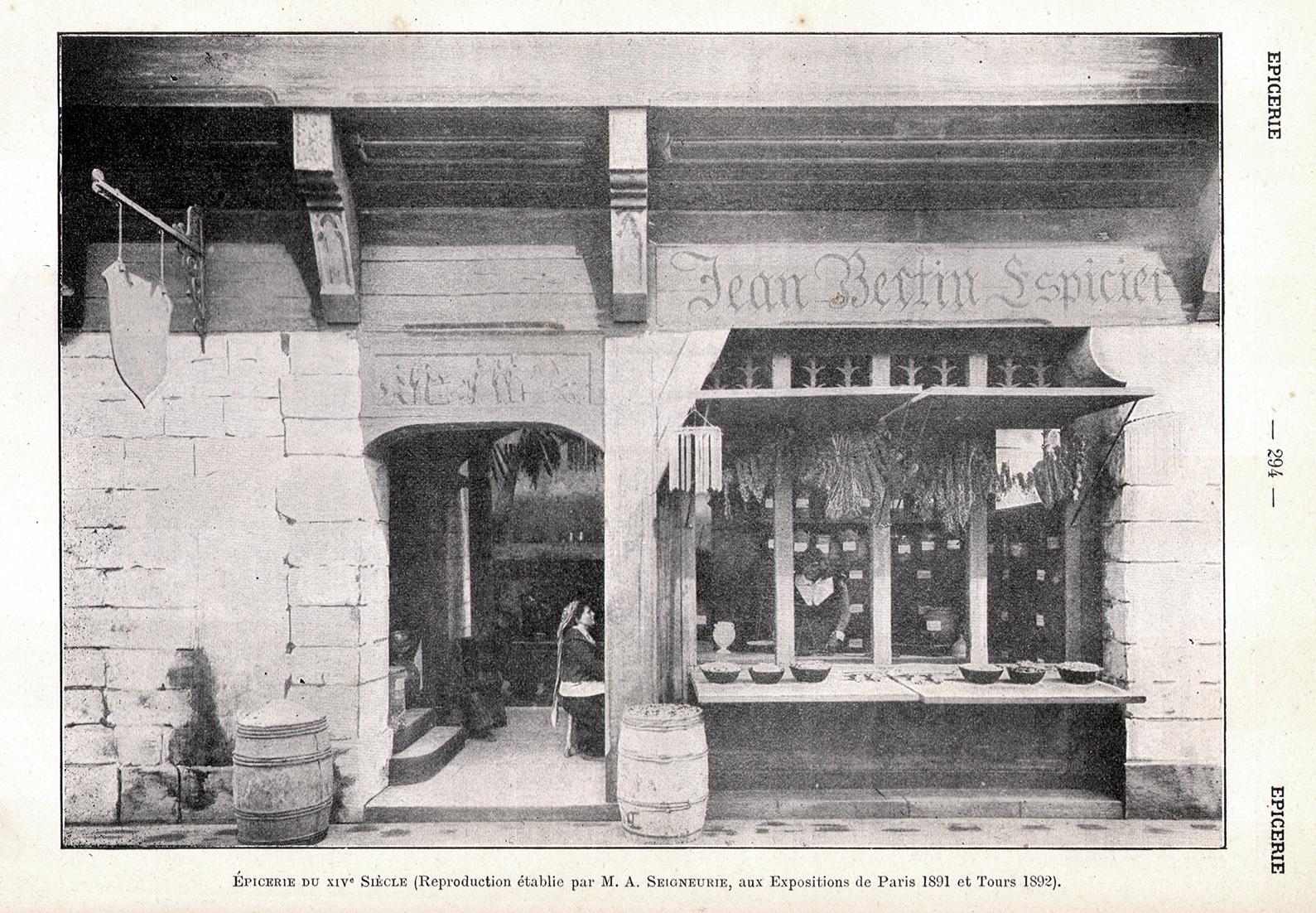
Rekonstrukcja sklepu z XIV wieku